# Murdo MacLeod
Murdo Davidson MacLeod (født 24. september 1958 i Glasgow, Skotland) er en tidligere skotsk fodboldspiller (midtbane) og manager.
Efter at have startet sin karriere hos Dumbarton kom MacLeod i 1978 til Celtic, hvor han var tilknyttet de følgende ni sæsoner. Her var han med til at vinde fire skotske mesterskaber, inden han i 1987 skiftede til Borussia Dortmund i den tyske Bundesliga. Han tilbragte fire sæsoner i Ruhr-klubben, og var en del af holdet der vandt DFB-Pokalen i 1989. Året efter skiftede han hjem til Skotland, hvor han afsluttede sin karriere i 1996.
MacLeod spillede desuden 20 kampe og scorede ét mål for det skotske landshold. Hans første landskamp var et opgør mod England 25. maj 1985, hans sidste en kamp mod Sovjetunionen 6. februar 1991. Han var en del af den skotske trup til VM i 1990 i Italien, og spillede to af landets tre kampe i turneringen, der endte med et exit efter gruppespillet.

## Titler
Skotsk mesterskab
- 1979, 1981, 1982 og 1986 med Celtic

Skotsk FA Cup
- 1980 og 1985 med Celtic

Skotsk Liga Cup
- 1983 med Celtic

DFB-Pokal
- 1989 med Borussia Dortmund

DFL-Supercup
- 1989 med Borussia Dortmund